# Dos anys de vacances (pel·lícula)
Dos anys de vacances (títol original: Ukradená vzducholoď) és una pel·lícula italo-txeca dirigida per Karel Zeman, estrenada l'any 1967. Aquesta pel·lícula està inspirada lliurement en la novel·la de Jules Verne, Dos anys de vacances (1888).

## Argument
Cinc nois s'enlairen a bord d'un dirigible i acaben per estrellar-se en una illa deserta. La policia, els serveis secrets de l'exèrcit i la premsa marxen a buscar-los per mar i aire. Els cinc nens troben refugi en el refugi del capità Nemo, que ocupa l'illa amb ells, i s'enfrontaran al desembarcament de pirates.

## Al voltant de la pel·lícula
Aquesta obra barreja preses de vistes reals i decoracions inspirades en gravats que van il·lustrar novel·les de Jules Verne.

## Repartiment
- Hanus Bor: Tomás Dufek
- Jan Cizek: Martin
- Jan Malát: Pavel
- Michal Pospisil: Jakoubek Kurka
- Josef Stráník: Petr
- Rudolf Deyl: sr Tenfield
- Jitka Zelenohorská: Katka
- Karel Effa: l'espia negre Gustav
- Cestmír Randa: el professor Findejs

## Premis
- «Premi Art & essai - Jove públic» en el «Festival per despertar les mirades» d'Aubervilliers en 2002.